# Tampermonkey
Tampermonkey — це безкоштовний менеджер сценаріїв користувача, який доступний як розширення для браузера. Це програмне забезпечення дозволяє користувачеві додавати та використовувати сценарії користувача, які є програмами JavaScript, які можна використовувати для зміни веб-сторінок.

## Історія
Tampermonkey вперше створив у травні 2010 року Ян Біньок. Спочатку він з'явився як сценарій користувача Greasemonkey, який був загорнутий для підтримки Google Chrome. Зрештою код було повторно використано та опубліковано як окреме розширення для Chrome, яке мало більше можливостей, ніж підтримка власних сценаріїв Chrome. У 2011 році Tampermonkey було перенесено на Android, дозволяючи користувачам використовувати сценарії користувача у внутрішньому браузері Android. До 2019 року у Tampermonkey було понад 10 мільйонів користувачів. Tampermonkey є одним із 33 розширень у веб-магазині Chrome, які мають щонайменше 10 мільйонів користувачів.

### Маніфест Chrome V3
У січні 2019 року Біньок написав у Google Groups, що новий маніфест Chrome V3 зламає розширення. Новий маніфест забороняє віддалений доступ до коду, від якого залежить Tampermonkey. Юзерскрипти використовують код, створений розробниками не в Google, а сторонніми розробниками на таких сайтах, як Userscripts.org та Greasyfork. Цей код вставляється після встановлення розширення, однак маніфест вимагає, щоб код був присутній під час встановлення.